# Louis de Guiringaud
Louis de Guiringaud (ur. 12 października 1911 w Limoges, zm. 15 kwietnia 1982 w Paryżu) – francuski polityk, dyplomata, minister.

## Działalność polityczna
Był dyplomatą i politykiem. Od 1966 do 1972 był ambasadorem w Japonii, a od 1972 do 1976 stałym przedstawicielem Francji przy ONZ. W okresie od 27 sierpnia 1976 do 29 listopada 1978 był ministrem spraw zagranicznych w trzech rządach premiera Barre'a. Zmarł śmiercią samobójczą.